# Saved by the Bell: The College Years
Saved by the Bell: The College Years is een Amerikaanse sitcom van NBC. In Nederland werd de serie in 2004 uitgezonden op Nickelodeon. De serie is een spin-off van Saved by the Bell. De serie werd, in tegenstelling tot Saved by the Bell, in primetime uitgezonden. De serie werd echter stopgezet na één seizoen vanwege lage kijkcijfers en omdat het niet op kon tegen Full House. De televisiefilm Saved by the Bell: Wedding in Las Vegas diende als afsluiting.

## Geschiedenis
Officieel zouden de volgende zes studenten de cast vormen: Zack Morris, A.C. Slater, Screech Powers, Leslie Burke, Alex Tabor en Danielle Marks. Actrice Tiffani Thiessen, die Kelly Kapowski in de originele serie speelde, besloot na de pilot ook mee te doen aan de spin-off. Danielle Marks werd uit de serie geschreven, zodat Kelly Kapowski nu ook een vaste rol had.

## Verhaal
Zack is aan het begin van de serie meteen verliefd op Leslie. Leslie wil haar liefde voor hem niet beantwoorden, maar is wel gecharmeerd. Wanneer Kelly Kapowski terugkomt, wordt Zack op allebei de studenten verliefd. Kelly is echter verliefd op een leraar van de universiteit, Jeremiah Lasky.
Jeremiah en Kelly beginnen een affaire. Wanneer Zack ze betrapt, vertelt hij dit aan iedereen door. Hierdoor is Kelly gedwongen Jeremiahs lessen niet meer te volgen om zijn baan niet in gevaar te brengen. Wanneer Kelly beseft dat Jeremiah werkelijk een egoïstische en botte man is en ook tegelijkertijd gevoelens voor Zack heeft gekregen, dumpt ze hem. Daarna krijgt ze opnieuw een serieuze relatie met Zack. Na enige tijd verloven de twee zich.
Mike Rogers is de bewaker van de groep. Hij moet ervoor zorgen dat het er niet te wild aan toe gaat. Toen Mike jonger was, speelde hij voor de San Francisco 49ers.
Na een poos komt decaan Susan McMann ook in beeld. Ze heeft een hekel aan Zack, wetend dat hij een geniepige student is.

## Afleveringen
| Nr.   | Datum             | Code prod. | Titel                          |
| ----- | ----------------- | ---------- | ------------------------------ |
| Pilot | 22 mei 1993       |            | Pilot                          |
| 1     | 14 september 1993 | 60501      | Guess Who's Coming to College? |
| 2     | 14 september 1993 | 60502      | Zack, Lies & Videotape         |
| 3     | 21 september 1993 | 60503      | Rush Week                      |
| 4     | 28 september 1993 | 60504      | Slater's War                   |
| 5     | 5 oktober 1993    | 60505      | The Homecoming                 |
| 6     | 12 oktober 1993   | 60506      | The Poker Game                 |
| 7     | 19 oktober 1993   | 60507      | Professor Zack                 |
| 8     | 26 oktober 1993   | 60508      | Screech Love                   |
| 9     | 2 november 1993   | 60509      | Dr. Kelly                      |
| 10    | 23 november 1993  | 60510      | A Thanksgiving Story           |
| 11    | 7 december 1993   | 60512      | Teacher's Pet                  |
| 12    | 14 december 1993  | 60513      | Kelly and the Professor        |
| 13    | 21 december 1993  | 60511      | A Question of Ethics           |
| 14    | 4 januari 1994    | 60514      | The Rave                       |
| 15    | 11 januari 1994   | 60515      | Bedside Manner                 |
| 16    | 22 januari 1994   | 60516      | Love and Death                 |
| 17    | 8 februari 1994   | 60517      | Marry Me                       |
| 18    | 8 februari 1994   | 60518      | Wedding Plans                  |

## Rolverdeling
- Mark-Paul Gosselaar - Zack Morris
- Mario López - A.C. Slater
- Dustin Diamond - Samuel "Screech" Powers
- Tiffani-Amber Thiessen - Kelly Kapowski
- Anne Tremko - Leslie Burke
- Kiersten Warren - Alex Tabor
- Bob Golic - Mike Rogers
- Patrick Fabian - Professor Jeremiah Lasky
- Holland Taylor - Dean Susan McMann

Overige cast
- Jake Grace - Stingray
- Diana Tanaka - Dr. Wong
- Mindy Sterling - Clara Meade
- Essence Atkins - Danielle Marks (alleen in de pilot)

Speciale gastoptredens
- Lark Voorhies - Lisa Turtle Wedding Plans)
- Dennis Haskins - Mr. Belding A Thanksgiving Story)
- Jonathan Brandis - Zichzelf A Thanksgiving Story)
- Marsha Warfield - Zichzelf A Thanksgiving Story)
- Jenna Von Oy - Zichzelf A Thanksgiving Story)
- Brian Austin Green - Zichzelf (A Thanksgiving Story)